# Andreas Kuffner
Andreas Kuffner (født 11. marts 1987) er en tysk tidligere roer, som især gjorde sig bemærket i otteren. 
Hans første store internationale resultat kom ved VM i 2011, hvor han var med i den tyske otter, der vandt guld.
Han var igen med for Tyskland ved OL 2012 i London, hvor tyskerne var store favoritter som verdensmestre de seneste tre år. De vandt også problemfrit deres indledende heat, og i finalen tog de spidsen fra starten og holdt den, skønt de øvrige både pressede godt på, især Canada, der vandt sølv, og Storbritannien på tredjepladsen.
I 2014 var han med til at blive europamester og VM-sølvvinder, stadig i otteren, og i 2016 blev de igen europamestre. De var derfor igen – sammen med Storbritannien – blandt de store favoritter ved OL 2016 i Rio de Janeiro. De to favoritter vandt planmæssigt de to indledende heats, og i finalen viste briterne sig at være bedst. De vandt med over et sekunds forspring, mens tyskerne fik sølv foran hollænderne på tredjepladsen.
Ved sæsonens afslutning i 2016 indstillede Kuffner sin karriere.